# Cuauhtémoc Blanco
Cuauhtémoc Blanco Bravo (* 17. ledna 1973) je mexický politik a bývalý fotbalový útočník a reprezentant. Kariéru ukončil 21. dubna 2015 v dresu mexického klubu Puebla FC. Poté se dal na politickou kariéru, stal se starostou.

## Reprezentační kariéra
Za A-mužstvo Mexika debutoval 1. 2. 1995 proti Uruguayi (výhra 1:0).

Za mexický národní tým odehrál v letech 1995–2014 celkem 120 zápasů a nastřílel 39 gólů.

Zúčastnil se fotbalového MS 1998, 2002 a 2010, Konfederačního poháru FIFA 1997, 1999, Copa América 2007 a Gold Cupu 2007.